# 메소포타미아 미술
메소포타미아의 미술은 중동의 메소포타미아 지방에서 생긴 옛 나라들의 미술을 말한다.
메소포타미아라는 말은 그리스어로 '강의 사이'라는 의미로서, 티그리스강과 유프라테스강에 끼어 있는 비옥한 충적층대(沖積層帶)를 가리키고 있었다. 인류 문화가 발생한 땅으로 이집트의 나일강 유역, 인도의 인더스강 유역과 더불어 기원전 5000년에는 원시농경생활이 상류 지역에서 영위되고 있었다.

## 수메르－아카드
S. N. 크레마가 <역사는 수메르에서 시작한다>라고 한 그의 저서의 제목처럼 메소포타미아에는 조직적인 도시문화가 이루어졌으며, 조형활동에 있어서 그들의 미의식(美意識)이 뚜렷한 형태로서 표현되게 된 것은 수메르인에서 비롯하였다. 수메르인이 남메소포타미아의, 비옥하지만 거주하기에는 적합하지 않은 습윤지(濕潤地)에 막대한 노동력을 모아서 키시·우루크·우르와 같은 도시를 이룩하였다. 도시 형성이 그대로 왕조나 지배자의 거주지가 된 이유도 바로 여기에 있다. 기원전 2900년경부터 제2의 지배민족인 셈족의 사르곤왕이 아카드(Akkad) 왕국을 세워(기원전 2350년) 기원전 2100년경에 고(古)바빌론 왕조가 성립한 시기를 초기왕조시대라 부르고 있다. 따라서 초기왕조는 수메르인과 셈인이 세운 아카드 왕조를 포함한다.

### 미술

#### 조각
조각 유품에 대하여 수메르인의 조소 유품(遺品)은 적다. 남메소포타미아에는 석재가 나오지 않아서 석조(石彫)는 제작되지 않고 멀리서 가지고 온 석재로 만든 신상(神像) 내지는 왕의 육신 대신으로 신전에 놓인 예배자상(禮拜者像)도 경제적인 이유 때문에 그들의 조형 의욕이 충분히 발휘되지 못하고 그 기술 습득과 연마할 기회의 혜택을 받지 못하였다. 카파제·텔·아스말·아슈르 등지에서 발굴된 조상(彫像)은 양손을 명치 부분에다 댄 직립상(直立像)으로 상감(象嵌)을 한 이상하게 큰 눈, 곱슬곱슬하고 긴 구레나룻을 단 것이 특색이다. 오히려 아카드 시대의 나람 신의 전승비나 사르곤왕의 두부라 일컫는 청동제의 우수한 작품 <마니스투수왕 입상(立像)>, <구데아 좌상(坐像)> 등 조소에 대한 관조와 조형 기법의 각 단계마다 진보한 작품을 계속 만들었다. 특히 인체의 사진적(寫眞的) 관조가 일변한 것을 알 수 있다.

#### 공예
공예 유품은 우르 왕묘에서 출토된 유품에 의하여 그 당시 얼마나 공예 감각과 기술이 뛰어났는지를 알 수 있다. 종류는 금공품(金工品), 패각 세공(貝殼細工)을 중심으로 단금(鍛金)·조금 주금(彫金鑄金)·금립 금선 세공(金粒金線細工) 등 모든 기술을 구사하여 우수한 공예 작품을 만들어냈다. 이와 같이 공예 감각은 메소포타미아 미술 가운데 일관하여 흘러서 건축 세부·조소·회화의 각 분야에서 살려져서 독특한 미술 작품을 창조해 갔다. 물론 초기왕조의 미술은 메소포타미아 미술의 고졸기(古拙期)라 하여도 무방하여, 그 후 앗시리아 미술의 고전기를 좋든 나쁘든 간에 준비하고 있었던 시대였다고 할 수 있다.

## 바빌로니아

### 고대 바빌로니아

#### 미술
바빌로니아 왕조시대의 미술은 함무라비왕이 도읍한 바빌론이 아시리아 제국의 센나케리브왕에 의하여 파괴되었기 때문에 당시의 미술활동을 알아볼 작품을 잃었다. 오히려 남메소포타미아 지방의 우르·가파제의 유적과 또 도시국가인 마리의 유품에서 그 시대의 미술을 더듬어보는 편이 편리하다.

##### 조각
조소(彫塑) 유품은 우르 출토의 <닌갈 여신 의상(倚像)>과 테라코타제(製)의 이슈타르신, 외눈박이인 괴물을 죽이는 신상 등 부조(浮彫)한 유품에서 특색을 볼 수 있다. <닌갈 여신 의상>은 환조(丸彫)인데 인간의 자태를 훌륭하게 포착한 모델링을 찾을 수 있고 두발이나 머리핀, 섬세한 케이프의 표현, 자세를 바로 하고 양손을 가슴에 잡은 조형 등 수메르시대에 비긴다면 각별한 진보를 엿볼 수 있다. 마리의 유적에서도 신이나 왕 그리고 제사계급(製司階級) 사람들을 환조한 조각과 청동제 사자, 부조의 여신상 등 일품이 많이 발견되었다. 이 중에 다곤 신전에서 출토된 청동제 사자의 상반신은 눈을 돌의 상감으로 하였고 치졸하나 억센 조형 가운데에 이 동물의 특징을 잘 포착한 조형이 인상적이다. 또 <풍요(豊饒) 여신 입상>의 석회암제 환조의 상은 자연에 가까운 프로포션과 사실(寫實)에 입각하여 표현된 온화한 표정 등이 주안점이 되고 있으며, 양손에 가진 앨비얼러스형 항아리는 그 속에서 대좌(台座) 밑의 구멍을 통하여 실제로 물을 뿜어낸 구조라고 생각되어 기술 기교가 진보한 양상을 알 수 있다.
이 외에 기원전 2000년경 왕위에 오른 함무라비가 만든 함무라비 법전(法典)의 정상부의 태양신 샤마슈와, 함무라비의 부조상으로 수사에서 출토된 섬록암제(閃綠岩製)의 함무라비왕의 두부(？) 등 유품이 있다. 구데아 모자를 쓴 채 표현되어 인간의 모습을 정확하게 포착한 왕의 조형은 뛰어난 것이다. 특히 함무라비왕 두부라고 전해지는 작품은 위엄과 풍격이 넘쳐 셈족풍(風)의 구레나룻과 표정에 노쇠한 그늘을 보여 날카로운 개성 묘사가 매력있다.

##### 회화 및 공예
이 시대의 회화는 마리 왕국의 프레스코 벽화로서 대표된다. 마리왕 짐리림이 지모신(地母神) 이슈타르로부터 왕권을 수수(授受)하는 그림과 희생봉정도(犧牲奉呈圖) 등 측면 관조(觀照)를 주로 한 조형의 특색을 보여 주며 서아시아에서 가장 오래된 벽화로서 의의가 크다. 이 외에 옹기의 채화(彩畵) 동물도 흥미가 있다. 공예품으로서는 테라코타 신상, 예배자의 상, 거기에 향로·술잔·접시 등의 제기(祭器)와 실린더실(圓筒印章) 등이 발견되고 있다.

### 신바빌로니아
앗시리아제국(帝國)의 말기, 막료의 한 사람인 나보폴라사르는 바빌론에서 기병(起兵), 그 후 독립하게 되어 메소포타미아와 패권을 다투어(기원전 626년) 탄생한 것이 신바빌로니아 왕조이다. 네부카드네자르 2세를 중심으로 약 70년의 짧은 기간이었으나 함무라비왕 시대의 바빌로니아를 계승한 후계자로서 메소포타미아 문화를 부흥시켰고, 셈족 최후의 왕조이다.

#### 미술

##### 조각
조각의 유품은 마르두크·아파르·잇디냐의 경계석(境界石), 바빌론 출토인 인간을 밟고 선 사자의 미완성 석조 외에 채유연와(彩釉煉瓦) 부조가 대부분이다. 앗시리아 미술의 부조로 실내의 요벽(腰壁)을 장식한 것처럼 바빌론에서는 대로의 양측과 문·성벽을 이용하여 채유연와로써 로제트 무늬의 띠와 사자·황소, 마르두크신의 성수(聖獸)인 드래건(恐龍) 등을 부조로 표현하고 있다. 짙은 벽청색(碧靑色)의 벽면에 제법 사실적(寫實的)인 조형 감각으로 포착한 걸어가는 동물을, 황색 신체에 적색의 갈기, 백색의 육신에 황색의 갈기라는 식으로 배색한 사자와 드래건을 표현하고 있다. 이슈타르 문(門)만 하여도 575마리의 동물이 행렬하고 있다고 한다. 이러한 연와로 동물을 표현하는 방법은 서아시아의 전통적 공예 수법의 하나로 모자이크 기법의 응용이라 여겨지나 이후의 3채유(彩釉)의 기원과 관련하여 중요성을 시사하고 있다.

##### 공예
공예의 유품으로서 바빌론에서 출토된 청동제의 용수(龍首)와 벽옥(碧玉)이나 마노(瑪瑙)와 옥수(玉髓)를 비롯한 보석, 많은 원통인장(圓筒印章), 타원형의 스탬프 인장 등이 있다. 원통인장에는 종교의식을 표현한 것, 왕의 알현 광경과 시종들의 모습, 전투 장면 등이 엷은 부조로 표현되어 있다. 이러한 조형 감각은 유연한 균제가 취해진 자태로 인간의 모습이나 동물을 포착하여 앗시리아 시대의 것보다 상당히 진보된 점이 주목된다.

## 앗시리아
서아시아에서 강대한 군사력과 피정복 민족에 대한 참혹·무참한 압정(壓政)으로 광대한 영토에 군림하여 세계제국의 양상을 가진 앗시리아는 기원전 9세기의 전반부터 기원전 6세기 후반까지 350년간에 걸쳐 활동하였다.

### 미술
지리적 조건과 정복한 영토와 민족이 다채로워 이집트·아나톨리아·시리아·서방(西方)이란의 특색 있는 문화미술을 흡수하여 대성하였기 때문에 그때까지의 바빌로니아 문화와는 상당히 다른 미술 유산을 남기고 있다.

#### 조각
앗시리아 미술에서 정수(精髓)는 조소(彫塑)의 유품이라 하겠다. 단독적인 환조(丸彫)의 상은 적지만 건축 내부의 요벽(腰壁)에 부조한 장식을 가득 메운 것이라든지 외문(外門)이나 내정 입구에 놓인 유익인면사자상(有翼人面獅子像)의 수호신 등 뛰어난 유품이 많다. 님루드에서 출토된 석회암으로 만든 <아슈르 나시르 팔 2세 상>은 얼마 안 되는 앗시리아 환조의 상으로는 완벽한 유품인데 두부도 작고 육체를 관조(觀照)한 점도 미숙하지만 앗시리아인에 있어서는 왕자의 이상미(理想美)를 위엄에 넘치고 당당한 자태로써 발휘하였으며, 당시 왕자의 의장 풍속이 모조(毛彫)로 세밀하게 표현되어 있고 또 명문(銘文)을 흉부에 전각(鐫刻)하고 있는 등 역사적인 자료의 가치도 많은 작품이다.  이러한 환조의 상에 대하여 이 시대에 부조한 유품은 우수한 기술로 세련된 조형 감각과 관조가 투철한 사실적(寫實的) 능력을 가지고 뛰어난 작품을 많이 만들어냈다. 입구에 사자상을 배치하는 전통은 오래 되었고, 아나톨리아 고원이나 시리아에서 그러하였다. 건물에 딸린 문 입구의 수호신의 표현 형식은 히타이트에서 시리아를 거쳐 들어온 영향의 자취라 생각된다. 그러나 앗시리아 유익인면수신(有翼人面獸身)의 수호신상은 조형 감각과 표현 형식의 고도한 예술성으로 히타이트 미술을 훨씬 능가하여 현저한 간격을 보여 주고 있다. 특히 인면(人面)에 깊이 팬 눈과 코, 그리고 왕관과 장식풍인 말린 머리카락과 구레나룻 등, 날개가 날카로운 끌로서 파낸 명쾌하게 의장화(意匠化)한 조형과 어울려 감상의 요점이 되고 있다. 조형상에서 재미있는 것은 유제류(有蹄類)의 다리 가운데 앞다리 세개를 표현하려 정면이나 측면으로 보아 부자연스럽지 않게 만들어져 앗시리아인의 특유한 합리적인 관조가 작용하고 있는 점에 주목할 가치가 있다. 이 수호신은 두르 샤르루킨 궁정 입구에서도 발견됐으나 이것은 더욱 조형 표현의 기교와 관조가 진전, 세부까지의 의장화나 추상성이 고도화하여 우수한 작품임을 알 수 있다. 이런 조형은 페르시아 아케메네스 시대로 계승되어서 페르세폴리스 왕궁에서도 그 유품을 찾아볼 수 있다. 부조의 유품에는 표현 형식과 주제를 다룬 방식으로 전·후 2기로 나눌 수가 있다. 님루드 북서(北西)에 위치한 왕궁에서 출토된 종교 의식도(儀式圖)나 제전도(祭典圖)는 하나의 작품으로서 완결된 구도이며 인간에게 이익과 풍요를 가지고 오는 성수(聖樹)가 운하의 물과 칠엽(七葉)의 파메트식(式)인 대추야자수(棗椰子樹)를 중심으로 하여서 의장화되어, 거기에 화분(花粉)을 수정(受精)하는 조두유익신상(鳥頭有翼神像)을 표현하고 있다.  특히 좌우에 왕과 시종을 그린 예도 있다. 그에 대하여 님루드의 서북 궁전의 옥좌(玉座) 사이의 남쪽 벽에 있는 전투도(戰鬪圖)와 동물 수렵도의 부조는 연속 설화(說話) 표현 형식으로 만들어져 있다. 전자는 벽면 가득히 큰 성수와 인물 및 신상을 상호(相互) 배치하여 장식의 의도(意圖)와 종교의식의 중대함을 암시하고 있는 데에 대하여 수렵도나 전투도도 왼편에서 오른편으로 활동적인 장면을 생생하게 전개해 나간다. 더욱이 수목과 하천의 세밀한 묘사와 성벽이나 배경 무대의 극명(克明)한 표현도 볼 수 있다. 아슈르바니 아플리 2세 때는 이들 전투도와 수렵도는 구성상 화면이 단절되지 않고 두루마리식의 전개를 보여 주며, 특히 때는 다르지만 같은 화면으로 엮은 설화의 형식을 취하고 있다. 니네베의 아슈르바니 아플리 궁전 S실(室)의 <사자 사냥>은 그 좋은 예가 된다. 이들 부조 화면의 특색은 인간의 근육과 자태의 정확한 조형, 세부에 이르기까지의 공예 감각이 넘치는 세밀한 표현, 그리고 동물의 형태와 표정까지 극명하고 박력있게 표현한 묘사력 등을 들지 않을 수 없다. 어쨌든 앗시리아 부조 미술은 고대 서아시아 미술에 있어서 정점(頂點)을 차지하고 있으며 메소포타미아 고전 조각의 전형(典型)이라 하여도 과언이 아니다.

#### 회화
회화 유품은 벽면의 극히 작은 것에 불과하며, 티글라트 필레세르 3세가 건립한 시리아의 텔 발시프 궁전의 벽화의 단편과 두르 샤르루킨의 사르곤 2세 옥좌 사이의 벽화 등이 유명하다. 앗시리아 공예의 대표적인 것은 상아 세공인데 시리아－이집트 양식을 답습한 작품으로 앗시리아 공예품이라 생각되는 유익신상(有翼神像)과 수렵도, 그리고 님루드에서 출토된 <앗시리아의 모나리자>라 불리는 귀부인의 마스크와 침대 장식의 성수 등 뛰어난 작품이 있다. 또 채유연와(彩釉煉瓦)나 채유도기 따위와 청동제품과 글라스 기구 등 당시에 있어서 세계제국적(世界帝國的)인 성격을 보여, 여러 지방에서의 헌납품과 작가와 공예인들이 들어오게 된 것을 암시하고 있다.

## 같이 보기
- 메소포타미아 건축